# Dernancourt
Dernancourt és un municipi francès situat al departament del Somme i a la regió dels Alts de França. L'any 2007 tenia 442 habitants.

## Demografia

### Població
El 2007 la població de fet de Dernancourt era de 442 persones. Hi havia 176 famílies de les quals 36 eren unipersonals (16 homes vivint sols i 20 dones vivint soles), 76 parelles sense fills, 56 parelles amb fills i 8 famílies monoparentals amb fills.
La població ha evolucionat segons el següent gràfic:
Habitants censats

### Habitatges

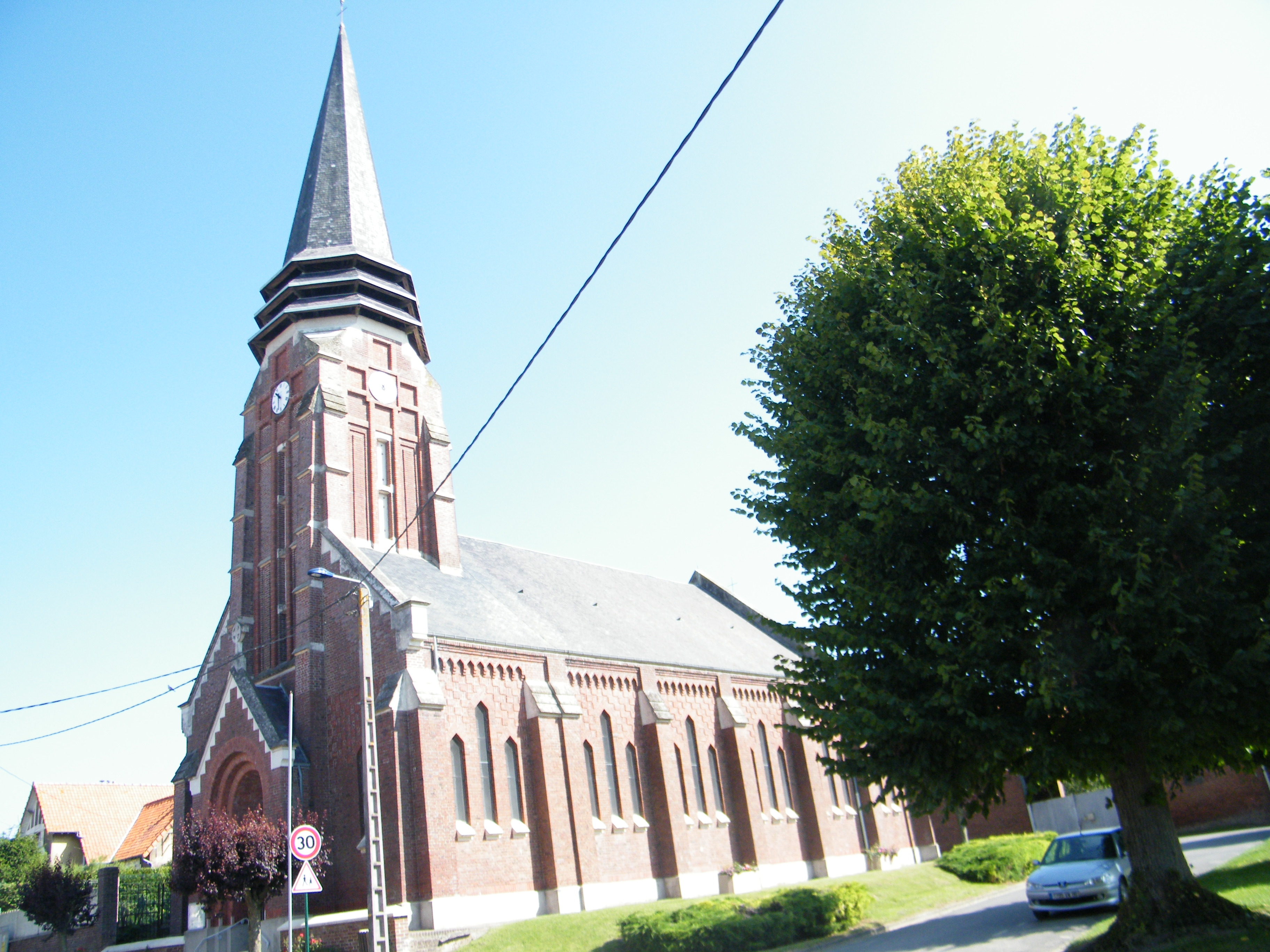

El 2007 hi havia 190 habitatges, 179 eren l'habitatge principal de la família, 5 eren segones residències i 6 estaven desocupats. 185 eren cases i 4 eren apartaments. Dels 179 habitatges principals, 153 estaven ocupats pels seus propietaris, 20 estaven llogats i ocupats pels llogaters i 6 estaven cedits a títol gratuït; 1 tenia una cambra, 7 en tenien dues, 26 en tenien tres, 56 en tenien quatre i 89 en tenien cinc o més. 134 habitatges disposaven pel capbaix d'una plaça de pàrquing. A 78 habitatges hi havia un automòbil i a 85 n'hi havia dos o més.

### Piràmide de població
La piràmide de població per edats i sexe el 2009 era:
| Homes | Edats   | Dones |
| ----- | ------- | ----- |
| 0     | 95 o +  | 0     |
| 0     | 90 a 94 | 0     |
| 0     | 85 a 89 | 8     |
| 4     | 80 a 84 | 12    |
| 8     | 75 a 79 | 16    |
| 8     | 70 a 74 | 8     |
| 0     | 65 a 69 | 12    |
| 4     | 60 a 64 | 4     |
| 12    | 55 a 59 | 12    |
| 8     | 50 a 54 | 20    |
| 28    | 45 a 49 | 12    |
| 16    | 40 a 44 | 12    |
| 24    | 35 a 39 | 12    |
| 12    | 30 a 34 | 16    |
| 12    | 25 a 29 | 16    |
| 8     | 20 a 24 | 0     |
| 16    | 15 a 19 | 20    |
| 4     | 10 a 14 | 8     |
| 16    | 5 a 9   | 20    |
| 8     | 0 a 4   | 12    |

## Economia

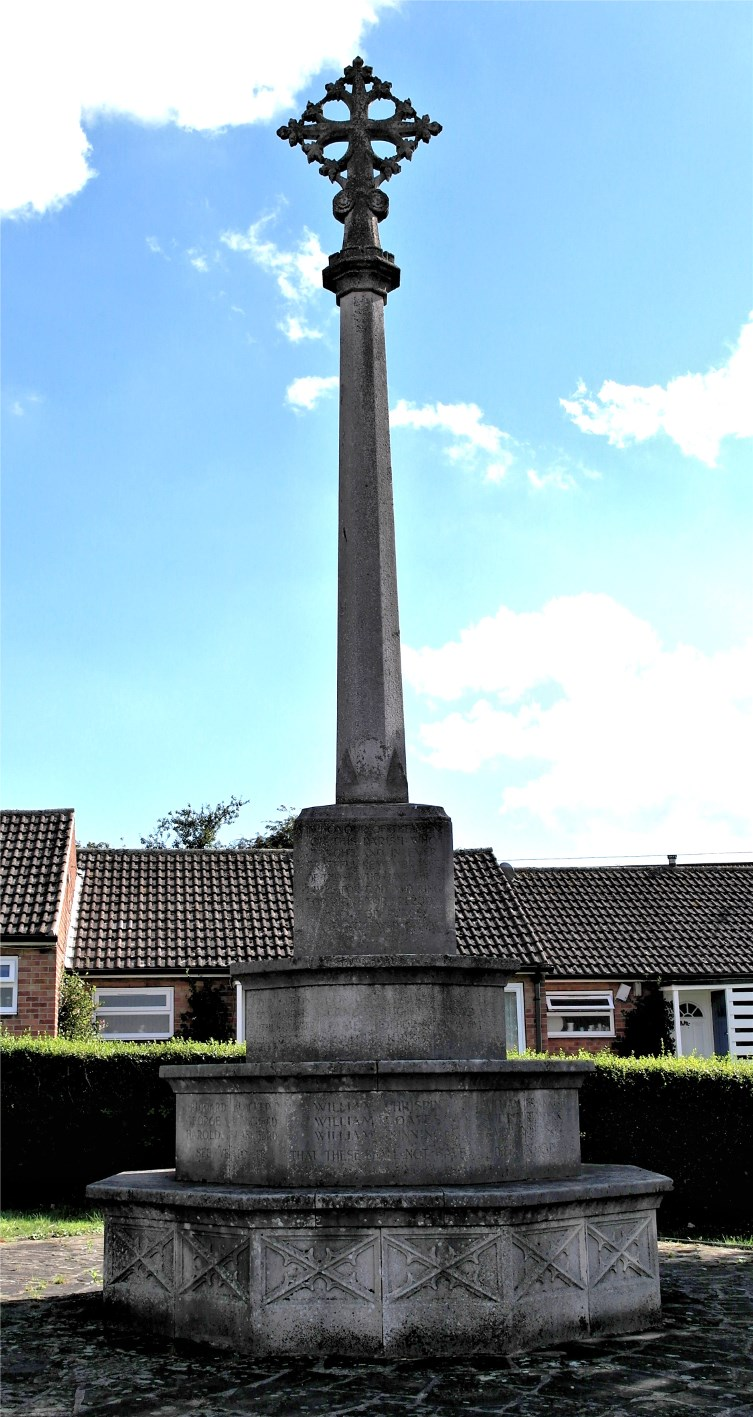
memorial

El 2007 la població en edat de treballar era de 308 persones, 211 eren actives i 97 eren inactives. De les 211 persones actives 192 estaven ocupades (105 homes i 87 dones) i 19 estaven aturades (4 homes i 15 dones). De les 97 persones inactives 36 estaven jubilades, 23 estaven estudiant i 38 estaven classificades com a «altres inactius».

### Ingressos
El 2009 a Dernancourt hi havia 178 unitats fiscals que integraven 441 persones, la mediana anual d'ingressos fiscals per persona era de 20.930 €.

### Activitats econòmiques
Dels 8 establiments que hi havia el 2007, 1 era d'una empresa alimentària, 2 d'empreses de construcció, 1 d'una empresa de comerç i reparació d'automòbils, 1 d'una empresa d'hostatgeria i restauració, 1 d'una empresa immobiliària, 1 d'una entitat de l'administració pública i 1 d'una empresa classificada com a «altres activitats de serveis».
Dels 3 establiments de servei als particulars que hi havia el 2009, 1 era un guixaire pintor, 1 fusteria i 1 perruqueria.
L'únic establiment comercial que hi havia el 2009 era una fleca.
L'any 2000 a Dernancourt hi havia 10 explotacions agrícoles.

## Equipaments sanitaris i escolars
El 2009 hi havia una escola elemental.

## Poblacions més properes
El següent diagrama mostra les poblacions més properes.